# Hadiya
El Regne d'Hadiya (segle xiii a segle XV) fou un antic regne situat al sud-oest d'Etiòpia, cap al sud del riu Abbay i cap a l'oest de Shewa. Era governat per l'ètnia hadiya, que parlava una llengua cuixítica, el hadiyya. L'àrea històrica d'Hadiya se situava entre Kembata, Gamo, i Waj, al sud-oest de Shewa. El 1850, Hadiya se situava al nord-oest del llac Zway i el llac Langano però encara entre aquestes àrees.
Es descrivia inicialment a la meitat del segle xiv per l'historiador àrab Chihab al-Umari com mesurant vuit dies de marxa de llargt i nou d'ample (Richard Pankhurst calcula que això eren 160 per 180 quilòmetres), i encara que petit era fèrtil amb fruites i cereals, ric en cavalls i els seus habitants peces utilitzaven peces de ferro com a diners. Podria alçar un exèrcit de 40.000 cavallers i com a mínim dues vegades més de soldats d'infanteria.
La moderna zona d'Hadiya de la regió de Nacions, Nacionalitats i Pobles del Sud, està situat aproximadament on va estar situat aquest regne.

## Història
La primera menció que sobreviu d'Hadiya és en el Kebra Nagast (cap. 94), indicant que existia al segle xiii. Una altra menció primitiva és en un manuscrit escrit en un monestir d'una de les illes del llac Hayq, que manifesta que després de conquerir Damot l'emperador Amda Seyon continuava cap a Hadiya i posava el regne sota el seu control. Més tard, encara en el regnat d'aquest emperador, el rei d'Hadiya, Amano, va rebutjar l'autoritat de l'Emperador, animat per un musulmà qualificat de "profeta de la foscor", anomenat Bel'am. L'emperador Amda Seyon va marxar cap a Hadiya, on "matava els habitants del país amb la punta de l'espasa", matant molts dels habitants mentre n'esclavitzava d'altres. Malgrat tals mesures punitives, moltes de les persones d'ètnia hadiya van complir servei en les unitats militars d'Amda Seyon.
Durant el regnat de Zara Yaqob, el garad o soldà d'Hadiya, Mahiko, va fer com el seu predecessor i es va negar a sotmetre's a l'emperador. Però aquest, amb l'ajuda d'un dels seguidors de Mahiko, va deposar el garad a favor del seu oncle Bamo. Garad Mahiko llavors va buscar refugi a la cort d'Adal. Fou mort més tard pel contingent militar d'Adal Mabrak, que havia estat enviat a la serva crida i cerca. Les cròniques enregistren que l'Adal Mabrak va enviar el cap i membres de Mahiko a Zara Yaqob com prova de la seva mort.
Molts reis del govern central d'Etiòpia estigueren casats amb dones hadiyes; la poderosa reina Eleni d'Etiòpia és un exemple de dona hadiya.

## Membres famosos
- Reina Eleni - Emperadriu d'Etiòpia (1434–1468)
- Prof. Beyene Petros, líder opositor i fundador de l'Organització Nacional Democràtica Hadiya un dels partits de les opositores Forces Democràtiques Unides d'Etiòpia (United Ethiopian Democratic Forces UEDF)